# Metachrostis velocior
Metachrostis velocior là một loài bướm đêm trong họ Erebidae.